# Communauté de communes du Pays de Saint-Aulaye
Die Communauté de communes du Pays de Saint-Aulaye (offizielle Schreibweise: Communauté de communes du Pays de Saint Aulaye) ist ein französischer Gemeindeverband mit der Rechtsform einer Communauté de communes im Département Dordogne in der Region Nouvelle-Aquitaine. Sie wurde am 8. Juli 1999 gegründet und umfasst sechs Gemeinden. Der Verwaltungssitz befindet sich im Ort Saint Aulaye-Puymangou.

## Historische Entwicklung
Die ursprünglich zehn Gemeinden umfassende Mitgliederzahl reduzierte sich durch Bildung von Communes nouvelles auf aktuell sechs.

## Mitgliedsgemeinden
| Gemeinde                                       | Einwohner 1. Januar 2022 | Fläche km² | Dichte Einw./km² | Code INSEE | Postleitzahl |
| ---------------------------------------------- | ------------------------ | ---------- | ---------------- | ---------- | ------------ |
| La Roche-Chalais                               | 3.023                    | 89,40      | 34               | 24354      | 24490        |
| Parcoul-Chenaud                                | 809                      | 26,75      | 30               | 24316      | 24410        |
| Saint Aulaye-Puymangou                         | 1.432                    | 46,00      | 31               | 24376      | 24410        |
| Saint Privat en Périgord                       | 1.127                    | 44,04      | 26               | 24490      | 24410        |
| Saint-Vincent-Jalmoutiers                      | 220                      | 16,21      | 14               | 24511      | 24410        |
| Servanches                                     | 77                       | 20,56      | 4                | 24533      | 24410        |
| Communauté de communes du Pays de Saint-Aulaye | 6.688                    | 242,96     | 28               | –          | –            |